# تریوینیو
تریوینیو (به ایتالیایی: Trivigno) یک کومونه در ایتالیا است که در استان پوتنزا واقع شده‌است.

## خصوصیات
تریوینیو ۲۵ کیلومترمربع مساحت و ۷۳۵ نفر جمعیت دارد و ۷۳۵ متر بالاتر از سطح دریا واقع شده‌است.